# La Esmeralda (Film)
La Esmeralda ist ein französischer Kurzfilm aus dem Jahr 1905. Regie führten Alice Guy-Blaché und Victorin-Hippolyte Jasset. Bei diesem Film handelt es sich um die erste Verfilmung des Glöckners von Notre-Dame. Der Film gilt als verschollen. Allerdings existieren einige Szenenfotos des Films, auf denen zu sehen ist, wie Quasimodo von einigen Wachen festgehalten wird und Esmeralda mit einem Mann auf einem Pferd flirtet.